# 오스트레일리아 파운드
오스트레일리아 파운드(영어: Australia Pound)는 1910년부터 1966년까지 통용된 오스트레일리아의 통화이다.
파운드가 달러로 대체되기 이전까지 오스트레일리아의 화폐는 영국의 통화를 중심으로 한 파운드 통화권에 속해 있었기 때문에 환율 또한 기본적으로 영국 파운드와 연동되었다. 영국 파운드와의 비율은 1 오스트레일리아 파운드 = 16 영국 실링(0.8 영국 파운드)였다. 1/2 페니, 1 페니, 3 펜스, 6 펜스, 1 실링, 2 실링 동전, 5 실링, 10 실링, 1 파운드, 5 파운드, 10 파운드, 20 파운드, 50 파운드, 100 파운드, 1,000 파운드 지폐가 통용되었다.
1966년 2월 14일 십진법 체계의 통화인 오스트레일리아 달러가 도입되면서 폐지되었다. 파운드와의 교환 비율은 1 오스트레일리아 파운드 = 2 오스트레일리아 달러였다.

## 같이 보기
- 오스트레일리아 달러
- 뉴질랜드 파운드